# Jaan Isotamm
Jaan Isotamm (pseudónimo de Johnny B. Isotamm; 19 de outubro de 1939, em Tartu - 2 de junho de 2014) foi um poeta estoniano.
Em 1956 ele foi preso porque pertencia a uma organização juvenil clandestina anti-soviética. Ele foi enviado para um campo de trabalhos forçados na RSSA da Mordóvia. Em 1963 foi libertado e mudou-se para Tartu. De 1969 a 1988 trabalhou como guarda noturno. De 1988 a 2003 trabalhou para a revista Akadeemia.

## Obras
- 1972: coleção de poesia "Tekstiraamat. Luuletusi 1967-1970 "
- 1999: coleção de poesia "Mina - Johnny B. Tekste aastaist 1967-1974"